# 布伦克虫疠霉
布伦克虫疠霉（学名：Pandora blunckii）是属于虫霉目虫霉科虫疠霉属的一种真菌，寄生在鳞翅目昆虫上。该种分布于中国、日本、以色列、俄罗斯、德国、芬兰、瑞士等地。